# Crochet avec pique
 (janvier 2023).
Si vous disposez d'ouvrages ou d'articles de référence ou si vous connaissez des sites web de qualité traitant du thème abordé ici, merci de compléter l'article en donnant les références utiles à sa vérifiabilité et en les liant à la section « Notes et références ».
 (janvier 2023).
Le crochet avec pique est un symbole typographique. Il est apparu pour la première fois [Où ?] [Quand ?] pour [Quoi ?].

## Unicode
Le caractère Unicode de ⁅ est U+2045 et le caractère Unicode pour ⁆ est U+2046.

## HTML
Code HTML pour ⁅ : &#x2045;.
Code HTML pour ⁆ : &#x2046;.